# Chiesa di Santa Lucia (Pirano)
La chiesa di Santa Lucia è un luogo di culto cattolico di Lucia, in Slovenia, nel territorio della diocesi di Capodistria.

## Storia
La parrocchia è situata fra la parrocchia di Sicciole e la parrocchia di Portorose, poco distante dal santuario di Santa Maria della Visione, e dall'altra parte della baia di Pirano fino alla parrocchia croata di Umago.
La parrocchia fu istituita nel 1968 come parrocchia di Lucia-Portorose. Solo nel 1976 la parrocchia Lucia divenne indipendente e gestita per due anni dai gesuiti. Dal 2013 vi è un solo parroco per le parrocchie di Lucia e di Portorose.
La chiesa parrocchiale è dedicata a santa Lucia. Il patrono della chiesa ha dato il nome al villaggio, che nel 1961 fu rinominato da Santa Lucia a Lucija, secondo la legge slovena del 1948 per eliminare qualsiasi riferimento religioso nelle denominazioni ufficiali di località, piazze, strade ed edifici. La chiesa fu costruita sicuramente prima del 1541, perché in quell'anno il pittore veneziano Benedetto Carpaccio, all'ordine dalla fraglia dei salinai di Pirano, per l'altare della chiesa di Lucia dipinse la Madonna in Trono con il Bambino Gesù e i Santi Giorgio e Lucia, oggi presente nel Museo Civico Sartorio a Trieste.
La chiesa fu restaurata nel 1981, con la nuova mensa dell'altare, il battistero e l'ambone.
Poiché nella parrocchia è presente anche una comunità di lingua italiana, alcune celebrazioni sono in italiano e nelle principali celebrazioni si utilizzano entrambi gli idiomi. La parrocchia è caratterizzata da un gran numero di turisti, quindi alcune messe sono occasionalmente svolte in parte o per intero in tedesco, inglese o una delle altre lingue straniere.